# Domaslavické údolí
Domaslavické údolí je přírodní památka v okrese Teplice, severozápadně od města Hrob. Chráněné území je ve správě Krajského úřadu Ústeckého kraje.

## Předmět ochrany
Důvodem ochrany je část údolí s prudkými skalnatými svahy a suťovými porosty, reliktní bučiny s bohatou květenou.

## Galerie

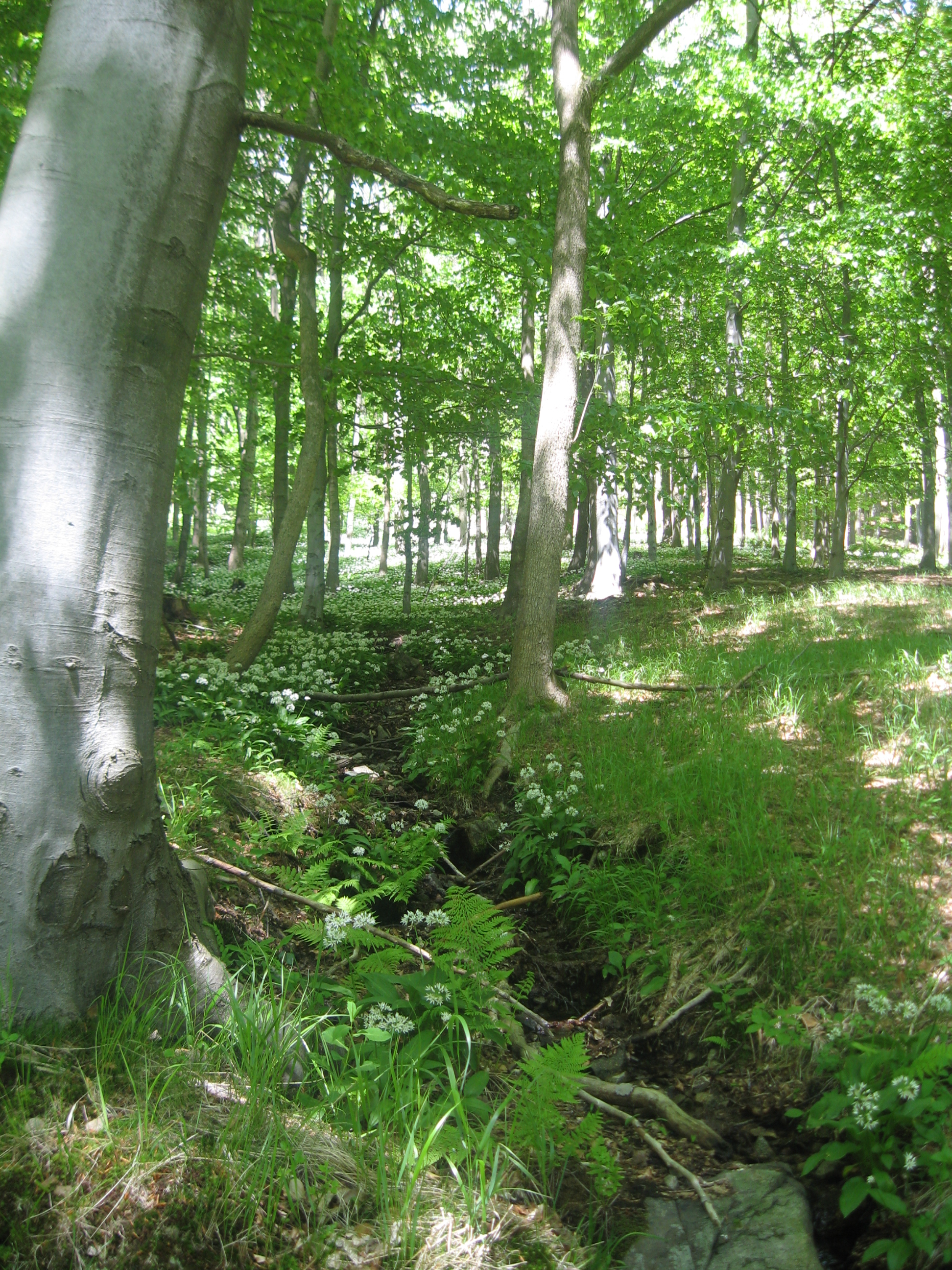
Rozkvetlý česnek medvědí v Domaslavickém údolí
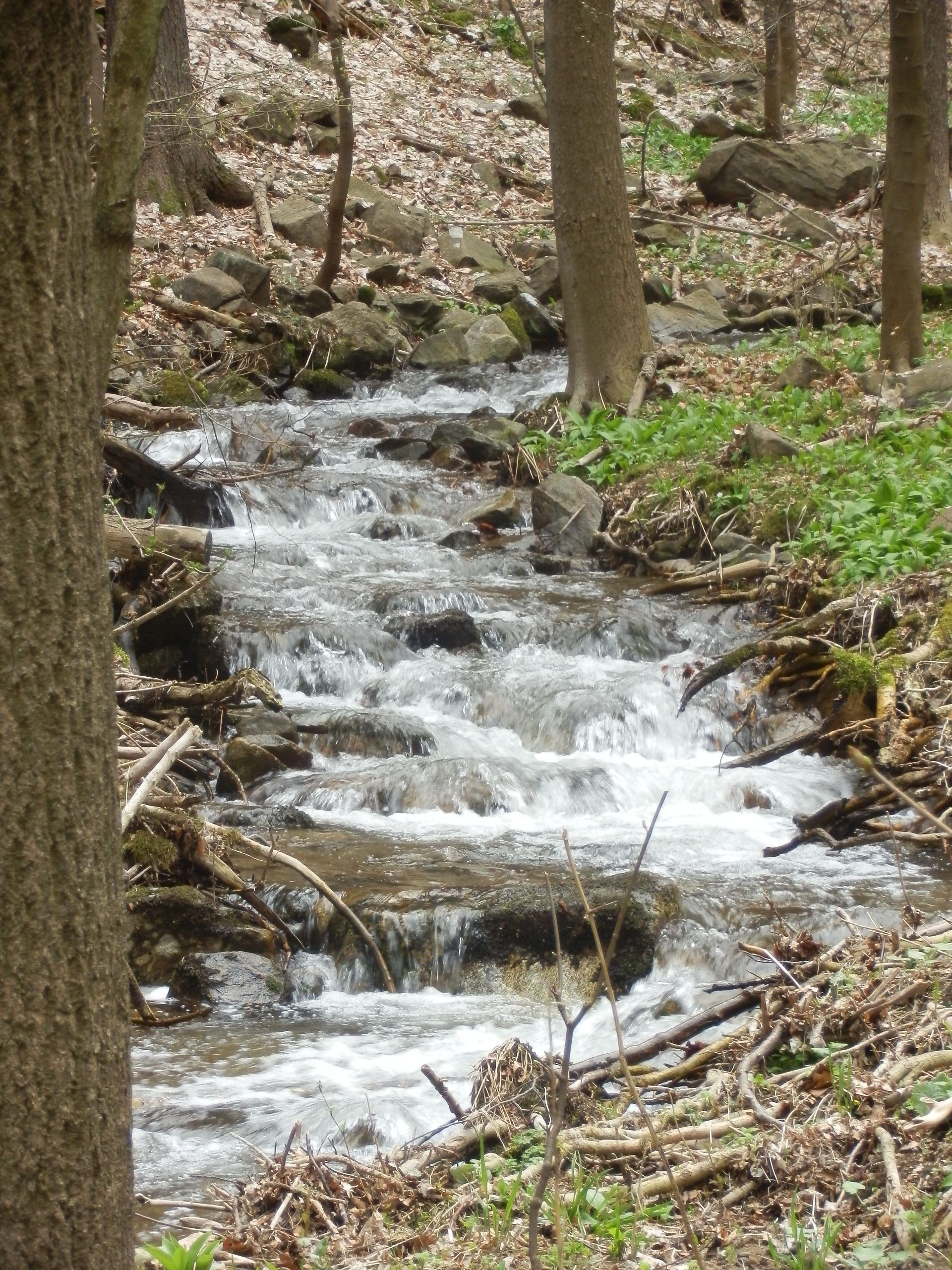
Domaslavický potok v chráněném území